# Mirror's Edge Catalyst
Mirror's Edge Catalyst este un joc de acțiune-aventură și platformer dezvoltat de și publicat de Electronic Arts care a apărut la 7 iunie 2016. Lansarea a fost amânată de mai multe ori, fiind planificată pentru și 23 februarie 2016. Este al doilea joc din seria Mirror's Edge, iar acțiunea acestuia va este legată de trecutul lui Faith.

## Legături externe
- Site oficial